# Ernolsheim-lès-Saverne
Ernolsheim-lès-Saverne es una localidad y comuna francesa situada en el departamento de Bajo Rin, en la región de Alsacia.